# Cantón de Dunkerque-Oeste
El cantón de Dunkerque-Oeste era una división administrativa francesa, que estaba situada en el departamento de Norte y la región de Norte-Paso de Calais.

## Composición
El cantón estaba formado por una comuna, más una fracción de la comuna que le daba su nombre:
- Cappelle-la-Grande
- Dunkerque (fracción)

## Supresión del cantón de Dunkerque-Oeste
En aplicación del Decreto nº 2014-167 de 17 de febrero de 2014, el cantón de Dunkerque-Oeste fue suprimido el 22 de marzo de 2015 y sus 2 comunas pasaron a formar parte; una del nuevo cantón de Coudekerque-Branche y una del nuevo cantón de Dunkerque-1.